# Slag van de Morannon
De Slag van de Morannon (Engels: The Battle of the Morannon) is een veldslag uit de romancyclus In de Ban van de Ring.
De Morannon is de noordelijke toegang tot Mordor en voor de poort bevinden zich de slagheuvels. Op deze heuvels stelden de legers van Gondor en Rohan zich op.
De Slag van de Morannon is de laatste slag van de Oorlog om de Ring. Nadat de Slag van de Velden van Pelennor was gewonnen besloten de leiders van de overwinnaars op te trekken tegen Mordor om de aandacht van Sauron af te leiden. Zo zou Frodo meer kans krijgen zijn missie te volbrengen: de vernietiging van de Ene Ring in de Doemberg.
Na de Slag van de Velden van Pelennor hadden hij en de andere leiders nog ongeveer 7000 man uit Gondor en Rohan die in staat waren om te vechten, en die niet nodig waren voor de verdediging van Minas Tirith. Elfhelm trok met een leger Rohirrim naar Anórien om het leger dat ze op weg naar Minas Tirith hadden ontweken in de rug aan te vallen. Een deel van het leger dat de dreigende veldslag niet aandurfde, kreeg de opdracht om het eiland Cair Andros te heroveren op Mordor, waarna er een kleine 6000 strijders uiteindelijk bij de Zwarte Poort aankwamen. De legermacht stak de Anduin over en claimde het door Mordor ontruimde Ithilien. Minas Morgul werd niet aangevallen; het leger boog naar het noorden af voor een directe aanval tegen de Morannon. Aragorn had geen hoop op een overwinning, want de vijand beschikte zelfs na de grote verliezen bij de Slag van de Velden van Pelennor nog over veel meer manschappen.
Hij trok toch met zijn bondgenoten naar de Zwarte Poort van Mordor om de slag uit te lokken. De veldtocht had namelijk geen direct militair doel, maar diende om Saurons aandacht van Frodo af te leiden en de in Mordor gelegerde troepen die Frodo's weg versperden, weg te lokken. Sauron liet zich provoceren en zijn troepen verplaatsten zich van Gorgoroth naar de Morannon. Frodo en Sam konden ongehinderd de ontruimde vlakte oversteken naar de Doemberg.
Sauron stuurt voor de aanvang van de slag de legers een boodschapper, de Mond van Sauron. Deze doet Gondor en Rohan een vredesaanbod, dat verworpen wordt.
Naar schatting had de vijand minstens tien keer zoveel manschappen ter beschikking, en er waren nog acht van de negen Nazgûl in leven. Op het moment echter dat de Ringgeesten zich in de strijd wierpen trad de Adelaar Gwaihir met zijn broeder Landroval, Meneldor en anderen aan om ze tegen te houden. Ondanks deze versterking was er geen kans op een overwinning in de slag totdat de Ene Ring in de Doemberg vernietigd werd: de afleiding had gewerkt.
De teloorgang van de Ring kostte diens dienaar Sauron het leven en zijn burchten, de Barad-dûr, de Morannon en de Torens van de Tanden stortten in. Een groot deel van Mordors leger werd door dit geweld vernietigd en anderen sloegen op de vlucht. Dit waren voornamelijk Orks, Trollen en andere duistere wezens die direct onder Sauron stonden. Slechts hun menselijke bondgenoten, de Oosterlingen, moesten worden verslagen om de overwinning compleet te maken.
De Ringgeesten waren op het moment dat de Ene Ring werd vernietigd naar de Doemberg gesneld, en kwamen om door de uitbarstende vulkaan. Gwaihir, Landroval en Meneldor vlogen met Gandalf naar de berg en redden Frodo en Sam van de uitbarsting.